# Evergestis pallidata
Evergestis pallidata — вид лускокрилих комах родини вогнівок-трав'янок (Crambidae).

## Поширення
Вид поширений в Європі, Північній Азії та Північній Америці.

## Опис
Розмах крил сягає 24-29 мм. Передні крила жовті з коричнево-червоними поперечними лініями, стигматами і жилками, що створюють сітчастий малюнок. Задні крила білі з неповними коричневими лініями.

## Спосіб життя
Імаго літають з червня по вересень. Личинки живляться різними видами капустяних, переважно листям суріпиці звичайної.